# マチェドニア

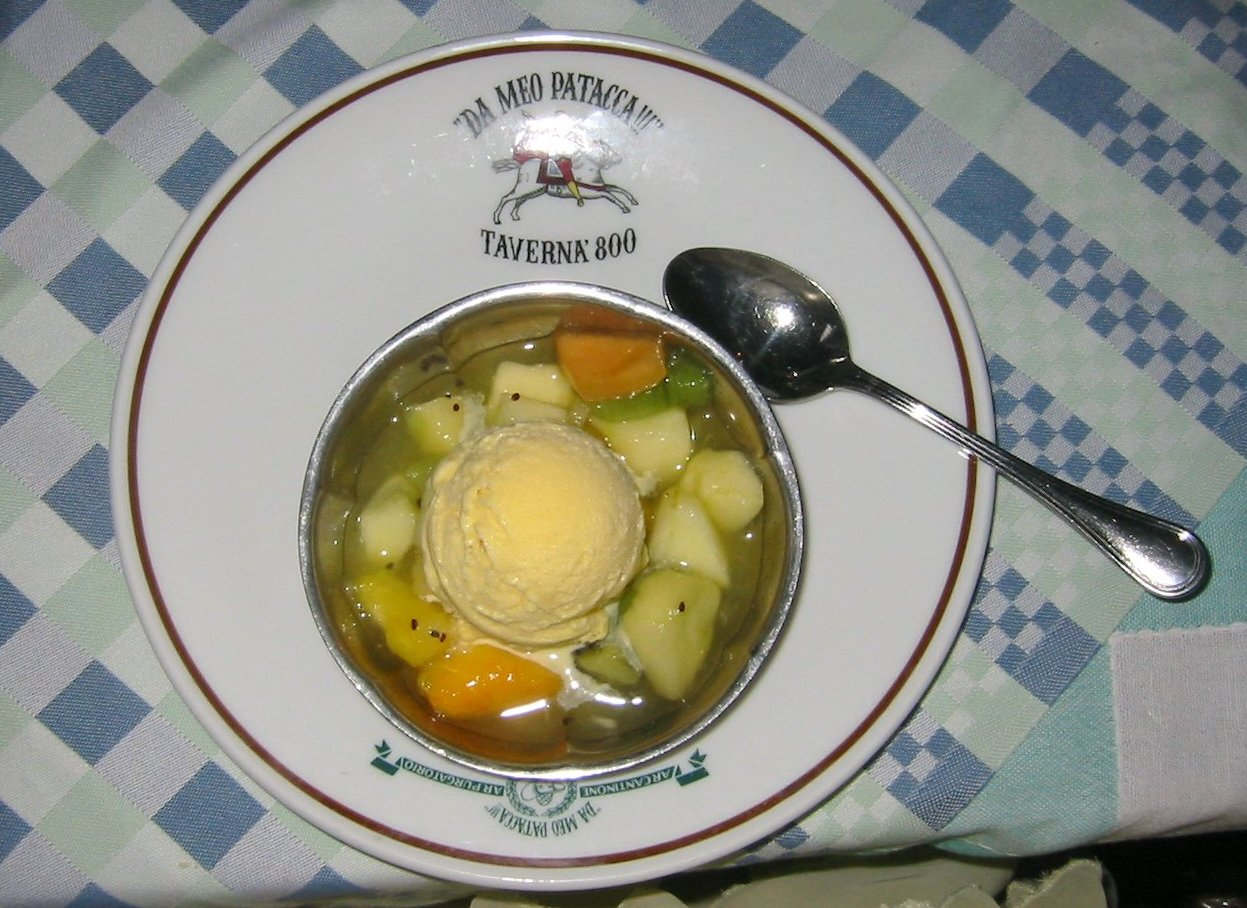
マチェドニアとジェラート

マチェドニア（macedonia、マセドニア）は果物や野菜のサラダの一種。果物のマチェドニアはイタリア、スペイン、フランス、ラテンアメリカなどで食べられており、「マセドニア」はスペイン語圏での呼び方。フランス料理ではマセドワーヌ（仏: macédoine）と呼ばれる。

## 概要

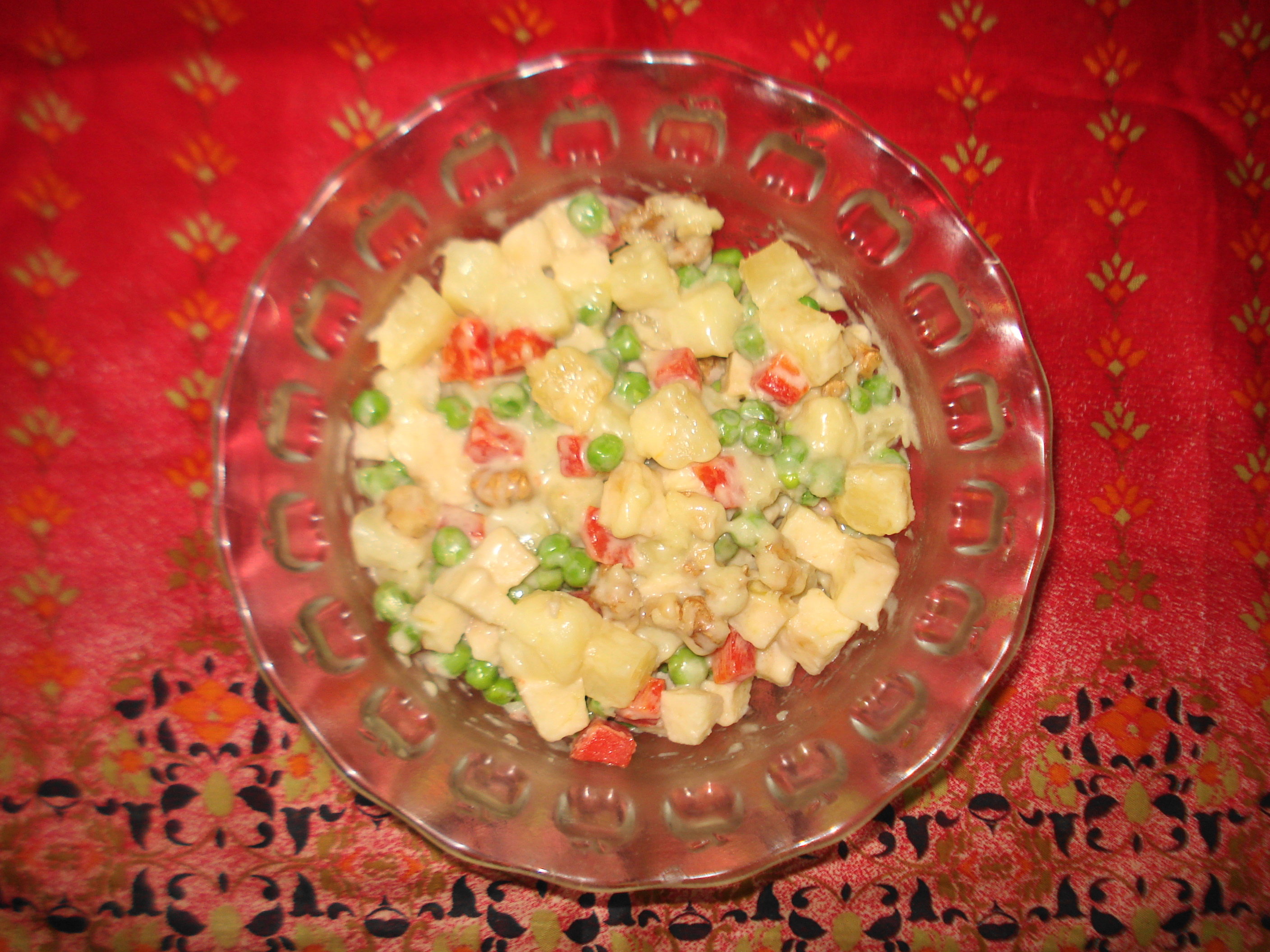
野菜のマセドワーヌ

いろいろな果物から構成されたフルーツサラダで、フルーツポンチの様なデザートである。
フランスのマセドワーヌは野菜で作られたものを主に指す。冷菜としては、いろいろな野菜（じゃがいも、にんじんなどをサイコロ状にカットしたもの、えんどう豆など）とマヨネーズ（手作りが主流）を和え、そのままサラダとしてだすか、ハムにはさんで提供する。温菜としてだす場合は、上記のような野菜を塩ゆでし、肉や魚と一緒に供する。野菜は自分でカットする場合もあるが、多くはすでにカットされている缶詰を利用する。
名称の由来は色々な果物が入っている様を色々な民族が住むマケドニアになぞらえたものといわれるが、色々な果物を取り混ぜたデザートをマチェドニアと呼ぶようになった時期が18世紀末であるため、実際はアレクサンドロス大王のマケドニア王国の方を指している。

## 参照
- マチェドニア|日清製粉